# جیسن الکساندر
جی اسکات گرینسپن (به انگلیسی: Jay Scott Greenspan) بازیگر آمریکایی است.

## گزیده فیلم‌شناسی
- سوزان
- زن زیبا
- یک فیلم نسبتاً عجیب و غریب: بزرگ شو، تیمی ترنر!
- شمال
- بازگشت جعفر (صداپیشه)
- قصر سفید
- هال ظاهربین
- نردبان یعقوب
- گوژپشت نتردام (صداپیشه)
- ماجراهای راکی و بولوینکل
- شام آخر
- گوژپشت نتردام ۲ (صداپیشه)
- هاچی: داستان یک سگ
- چطور ماری کریسمس را نجات داد (صداپیشه)
- وایلد کارد
- سرود کریسمس
- ساحل پشه
- مقاله
- سر مخروطی‌ها
- دانستون بررسی می‌کند
- ساینفلد (مجموعه تلویزیونی)
- ستاره‌هایی در فیلم‌های کوتاه
- بزرگ
- لری گی
- برای بهتر یا بدتر